# Viktors Dobrecovs
Viktors Dobrecovs (Liepāja, 9 gennaio 1977) è un allenatore di calcio ed ex calciatore lettone.

## Palmarès

### Giocatore

#### Club
- Campionato lettone: 2

Metalurgs Liepāja: 2005, 2009
- Eesti Superkarikas: 1

TVMK Tallinn: 2006

#### Individuale
- Capocannoniere del Virsliga: 3

1998 (23 reti), 1999 (22 reti), 2003 (36 reti)
- Miglior attaccante del Virsliga: 1

1999

### Allenatore
- Campionato lettone: 1

Liepāja: 2015